# Pluteus griseoluridus
Pluteus griseoluridus är en svampart som beskrevs av P.D. Orton 1984. Pluteus griseoluridus ingår i släktet Pluteus och familjen Pluteaceae.   Inga underarter finns listade i Catalogue of Life.